# Juan Almonte
Juan Nepomuceno Almonte (ur. 15 maja 1803 w Nocupétaro w stanie Michoacán, zm. 21 marca 1869 w Paryżu) – meksykański urzędnik, wojskowy i dyplomata. Uczestnik bitwy o Alamo podczas rewolucji teksańskiej (1835–1836), lider konserwatystów w Meksyku w 1860.

## Młodość i początki kariery
Almonte urodził się w Nocupétaro, w dystrykcie Caracuaro, w stanie Michoacán. Był nieślubnym synem katolickiego duchownego Joségo Maríi Morelosa y Pavon, który walczył w rewolucji przeciw Hiszpanii. Część źródeł podaje, że matka, Brigida Almonte, była Indianką. Zgodnie z ówczesną tradycją, jako dziecko nieślubne, nosił nazwisko matki. 9 sierpnia 1814 jego ojciec został generałem i dowódcą brygady z powodu „dzielności, gorliwości, honoru i talentu”. W 1815 Almonte został wysłany do Nowego Orleanu w Luizjanie, gdzie zdobył wykształcenie, nauczył się angielskiego, a następnie pracował w handlu jako urzędnik. Gdy 22 grudnia 1815 jego ojciec został stracony we wsi San Cristobal Ecatepec, Almonte wrócił do Meksyku.
W latach 1822–1824 Almonte był w sztabie lidera separatystów Joségo Trespalaciosa w Teksasie. W tym też czasie został wysłany w delegacji meksykańskiej do Londynu. Almonte pomógł ambasadorowi Josému Michelenie w negocjacjach traktatu handlowego z Anglią. Był pierwszy traktat w historii zawarty przez Meksyk jako niepodległe państwo.
W 1830 Almonte (jednocześnie deputowany do meksykańskiego Kongresu) został redaktorem pisma „El Atleta”, na łamach którego krytykował rząd. Oskarżył prezydenta Anastasia Bustamante o to, że zezwalał na ingerencje innych krajów w sprawy wewnętrzne Meksyku. W ten sposób Almonte naraził się władzom, które 16 kwietnia 1830 wydały nakaz jego aresztowania. Almonte znalazł schronienie w Nowym Orleanie. Później Bustamante ustąpił, a Almonte został sekretarzem nadzwyczajnej delegacji meksykańskiej w 1831. Reprezentował Meksyk w krajach Ameryki Południowej.

## Rewolucja teksańska
W 1834 wiceprezydent Valentín Gómez Farías nakazał Almonte i pułkownikowi Josému Marii Diaz Noriedze pojechać do Teksasu (wówczas jednej z prowincji Meksyku) i napisać raport o sytuacji w tamtym regionie. W styczniu 1836 Almonte został wyznaczony jako adiutant Antonio Lópeza de Santa Anny, z którym następnie wyruszył do Teksasu by stłumić bunt przeciw władzy centralnej. Almonte uczestniczył w oblężeniu Alamo. Przypisuje mu się rolę w ocaleniu pani Dickinson i jej córki, Angeliny. W jednej z późniejszych relacji Susanna Dickinson stwierdziła, że „interweniował pewien meksykański oficer”. Przypuszcza się, iż tym oficerem mógł być Almonte (lub też Anglik o nazwisku Black). Natomiast Almonte miał przekonać Santa Annę by ten wypuścił panią Dickinson i jej córkę, jako posłańca klęski Teksańczyków. Almonte wysłał też osobistego kucharza Bena, by jej towarzyszył.
21 kwietnia 1836, w bitwie pod San Jacinto, Almonte dowodził batalionem Guerrero. Prowadził ostatni zorganizowany opór spanikowanej armii. Widząc klęskę poddał się teksańskiemu oddziałowi dowodzonemu przez Thomasa J. Ruska. W czasie pobytu w niewoli Almonte towarzyszył Santa Annie, który został wzięty do niewoli następnego dnia po bitwie pod San Jacinto. Almonte często służył jako tłumacz, gdyż znał bardzo dobrze język angielski. Santa Anna, Almonte i kilku innych oficerów przebywało w więzieniu na wyspie Galveston, a następnie w posiadłości dr Phelpsa w Orizambo. W lecie 1836 odkryto przygotowania do ucieczki Almonte i Santa Anny. Gdy odkryto te plany, Almonte i Santa Anna zmuszeni zostali do noszenia ciężkiej kuli na łańcuchu. Kule zdjęto po 52 dniach. Następnie, dzięki wysiłkom Stephena Austina i Sama Houstona Santa Anna, Almonte i Ramon Caro (sekretarz Santa Anny) zostali wysłani do Stanów Zjednoczonych (formalnie już jako ludzie wolni). Towarzyszyli im teksański wiceprezydent Lorenzo de Zavala i Bailey Hardeman.
W Waszyngtonie odbyli kilka spotkań z prezydentem Stanów Zjednoczonych Andrew Jacksonem. Po ośmiu dniach pobytu w Waszyngtonie opuścili USA i 31 stycznia 1837 powrócili do Meksyku. W tym czasie Santa Anna został pozbawiony swej funkcji, natomiast Almonte kontynuował swoją dyplomatyczną i wojskową karierę, awansując do stopnia generała dywizji.

## Życie polityczne
W styczniu 1838 Almonte stał się członkiem Junta Directiva. W marcu 1838 został wyznaczony sekretarzem meksykańskiej delegacji do Londynu. W czerwcu 1839 Almonte stał na czele meksykańskiej delegacji do Belgii. Od czerwca 1839 do października 1841, był sekretarzem wojny i marynarki prezydenta Bustamante. Następnie został wyznaczony przez prezydenta Joségo de Herrera ambasadorem w Waszyngtonie w latach 1841–1845. Po przyłączeniu Republiki Teksańskiej do Stanów Zjednoczonych, Almonte 6 marca wrócił do Meksyku przez Veracruz. W owym czasie Almonte sprzyjał urzędowi gen. Mariano Paredesa, ale kiedy zatrzymał się w Hawanie na Kubie, połączył siły z deportowanym byłym prezydentem Santa Anną i razem udali się z powrotem do Meksyku.
Kiedy wybuchła wojna amerykańsko-meksykańska, José Mariano Salas był prezydentem tymczasowym w stosunku do Santa Anny, a Almonte służył jako sekretarz wojny do czasu gdy został zastąpiony przez Valentína Canalizo. W lutym 1847 Almonte i kilku innych Meksykańskich generałów próbowało odsunąć Gomeza Fariasa od władzy, ale ich zamiary spaliły na panewce. Wszyscy zostali aresztowani i uwięzieni na pewien czas w klasztorze Santiago Tlaltelolco.
Po wojnie Almonte był senatorem Oaxaca przez cztery lata, służył wtedy jako reprezentant Meksyku w USA pod prezydentem Santa Anną (w czasie jego ostatniej prezydentury). W 1856 został wyznaczony ministrem do spraw Anglii, Francji i Hiszpanii. Równocześnie Almonte starał się włączyć w promowanie obcej interwencji i monarchicznych planów dla Meksyku. Chciał wstąpić na tron Meksyku. Jego intrygi osiągnęły kulminację w czasie francuskiej interwencji w Meksyku. W 1858 Benito Juárez został wybrany prezydentem Stanów Zjednoczonych Meksyku, by obronić Meksykańską konstytucję ustanowioną 5 lutego 1857. W 1859 podpisał traktat z Hiszpanią, zwany traktatem Mont–Almonte. Traktat zakładał spłacenie długów Meksyku, uprzednio uznawanych za sporne, w zamian za ekonomiczną pomoc przeciw Meksykańskiej Partii Liberałów. W 1861, po wcześniejszych wewnętrznych walkach, Benito Juárez został wybrany ponownie na prezydenta. Z powodu finansowej niestabilności, meksykański Kongres zawiesił spłatę długu wobec innych krajów na dwa lata.

## Odznaczenia
- Krzyż Wielki Orderu Orła Meksykańskiego[2]
- Krzyż Wielki Orderu Guadalupe (Meksyk)[2]
- Krzyż Wielki Orderu Korony Żelaznej (Austria)[2]
- Krzyż Wielki Orderu Legii Honorowej (Francja)[2]

## Życie prywatne
W 1840 poślubił Marię Dolores Quesadę, ilustratorkę, która sporządzała mapy Meksyku. Państwo Almonte mieli córkę Guadalupe.